# Robotnik (czasopismo)

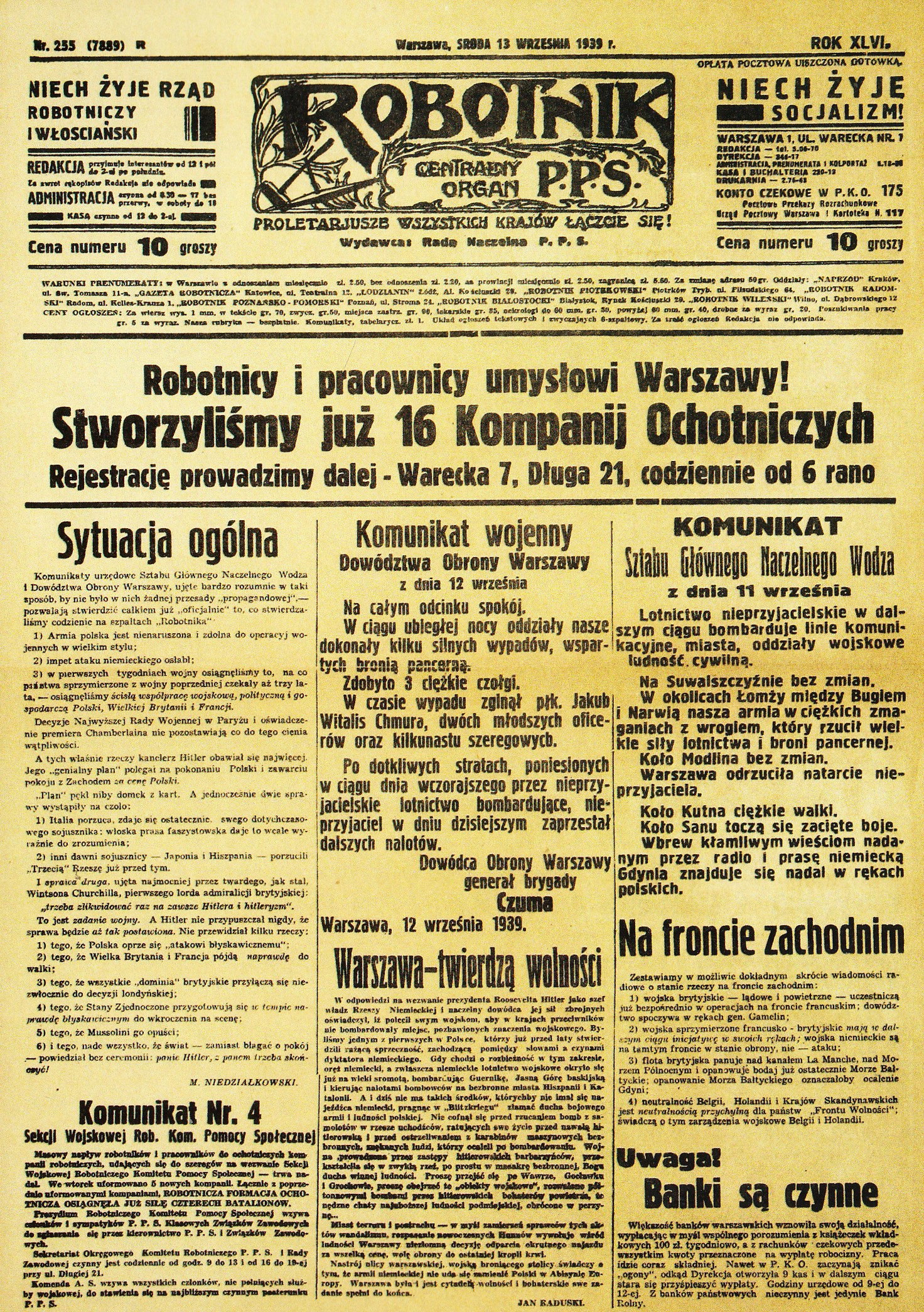
Strona tytułowa gazety z 13 września 1939 roku

Robotnik – polskie czasopismo związane z historią i tradycją Polskiej Partii Socjalistycznej, wydawane (z przerwami) w latach 1894–2003.

## Robotnik konspiracyjnej PPS
Pismo powołane zostało uchwałą II Zjazdu PPS w lutym 1894 r. Wydawanie pisma poprzedzono jednodniówką wydaną w lutym 1894 r. w Londynie z materiałów krajowych.
Pierwszy numer ukazał się z datą 12 lipca 1894 r. w Warszawie. Pierwszym redaktorem naczelnym był Jan Stróżecki (ps. „Stefan”, „Gromada”) (redaktor numerów 1–6). Po jego aresztowaniu latem 1894 r. redaktorem (od numeru 7) został Józef Piłsudski (ps. „Wiktor”).
W tym czasie „Robotnik” wydawany był nielegalnie w Lipniszkach (do grudnia 1894 r.) na Wileńszczyźnie. Wobec dekonspiracji zmieniono miejsce drukarni na Wilno (od maja 1895 do 1899). W czasie półrocznej przerwy wydawniczej wydano w Londynie drugiego „Robotnika” – jednodniówkę na 1 maja. „Robotnik” drukowany był na przemyconej z Londynu przez Stanisława Wojciechowskiego (ps. „Adam”) maszynie drukarskiej. Wojciechowski składał też pismo jako zecer. W stopce dla zmylenia podawano jako miejsce wydania Warszawę.
W tym początkowym okresie nakład pisma był bardzo wysoki (jak na porównywalne podziemne wydawnictwa): pierwszy numer miał nakład 1 200. Numery 20–31 „Robotnika” drukowano w nakładzie 1 300 egzemplarzy, zaś od numeru 32 w nakładzie 1 600 egzemplarzy. Dodatkowo ukazały się trzy dodatki pt. „Kurierek Robotnika”. Po roku, latem 1895, Warszawa kolportowała 450 egzemplarzy, Zagłębie 120, Radom 100, Pabianice 60, Zawiercie 50, Wilno 50, Białystok 30, Kowno 20, później „Robotnik” był kolportowany w innych miastach (Częstochowa, Lublin, Grodno). Od 1896 r. dotychczas niezorganizowany kolportaż „Robotnika” objęła Maria Gertruda Paszkowska (ps. „Gintra”, „Hetmanica”).

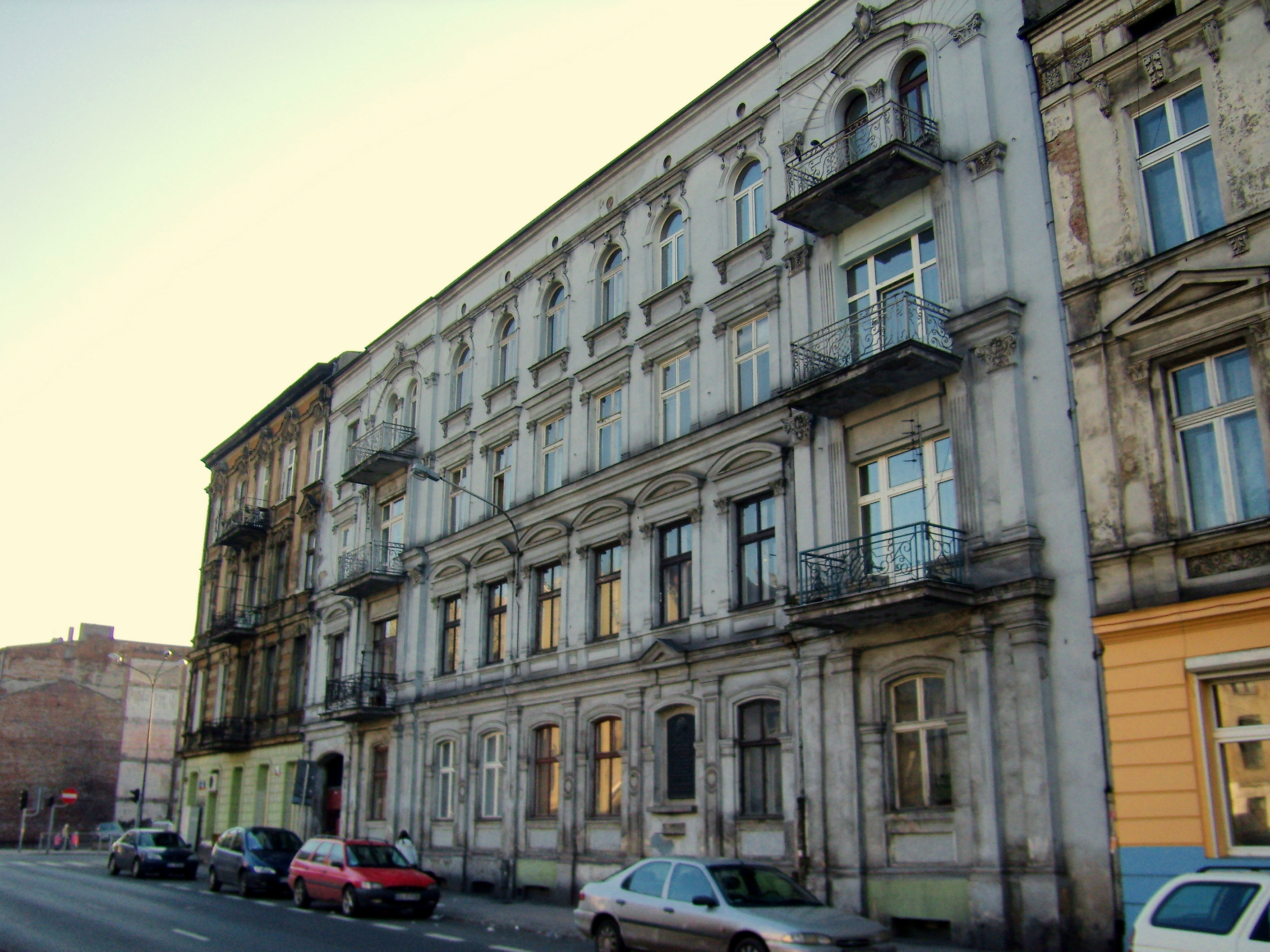
Dom przy ul. Wschodniej 19 w Łodzi, miejsce tajnej drukarni „Robotnika” 1899–1900, zdjęcie z 2008

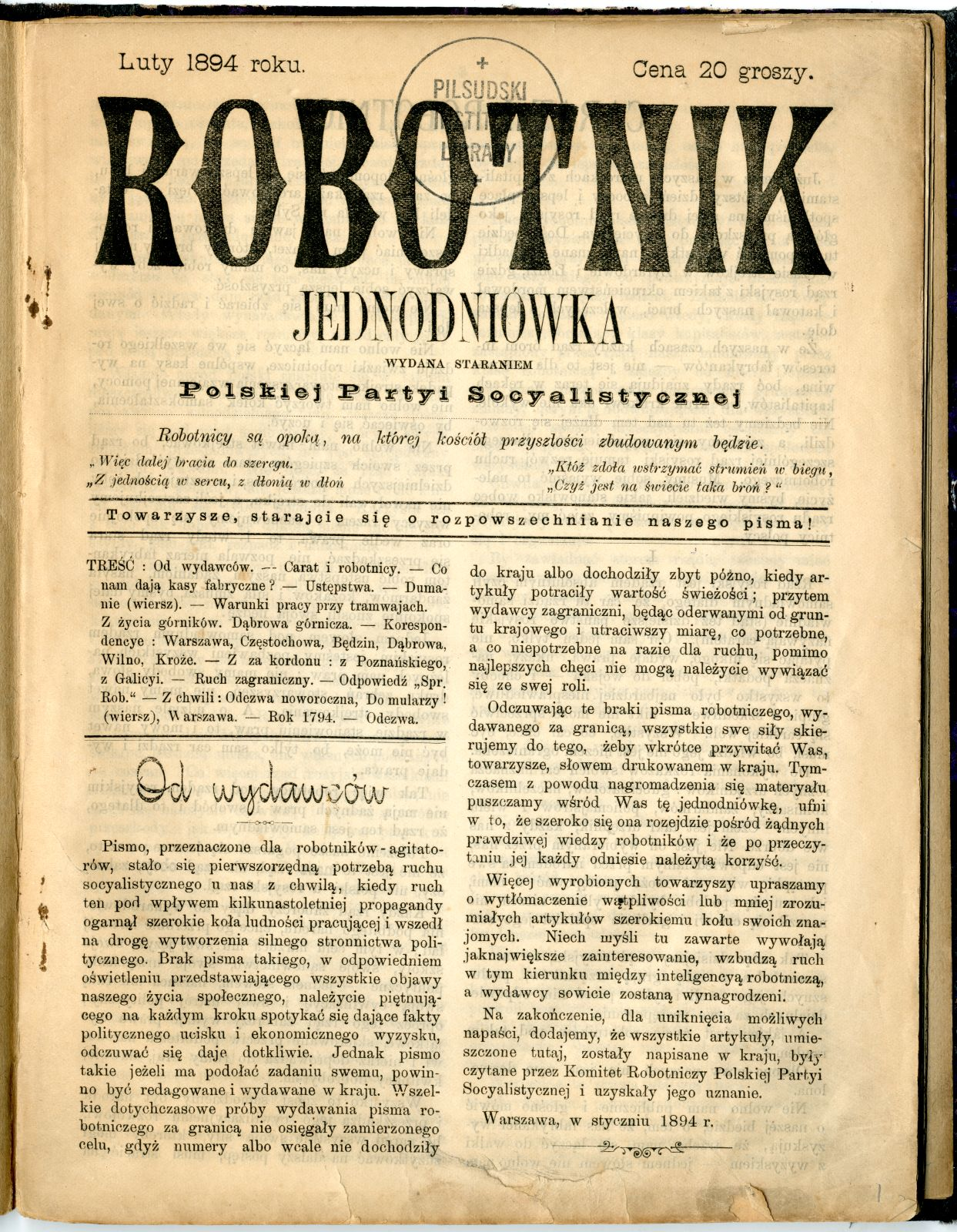
„Robotnik”-jednodniówka wydany w Londynie na podstawie materiałów CKR PPS dostarczony do kraju w lutym 1894 w nakładzie 2100 egz.

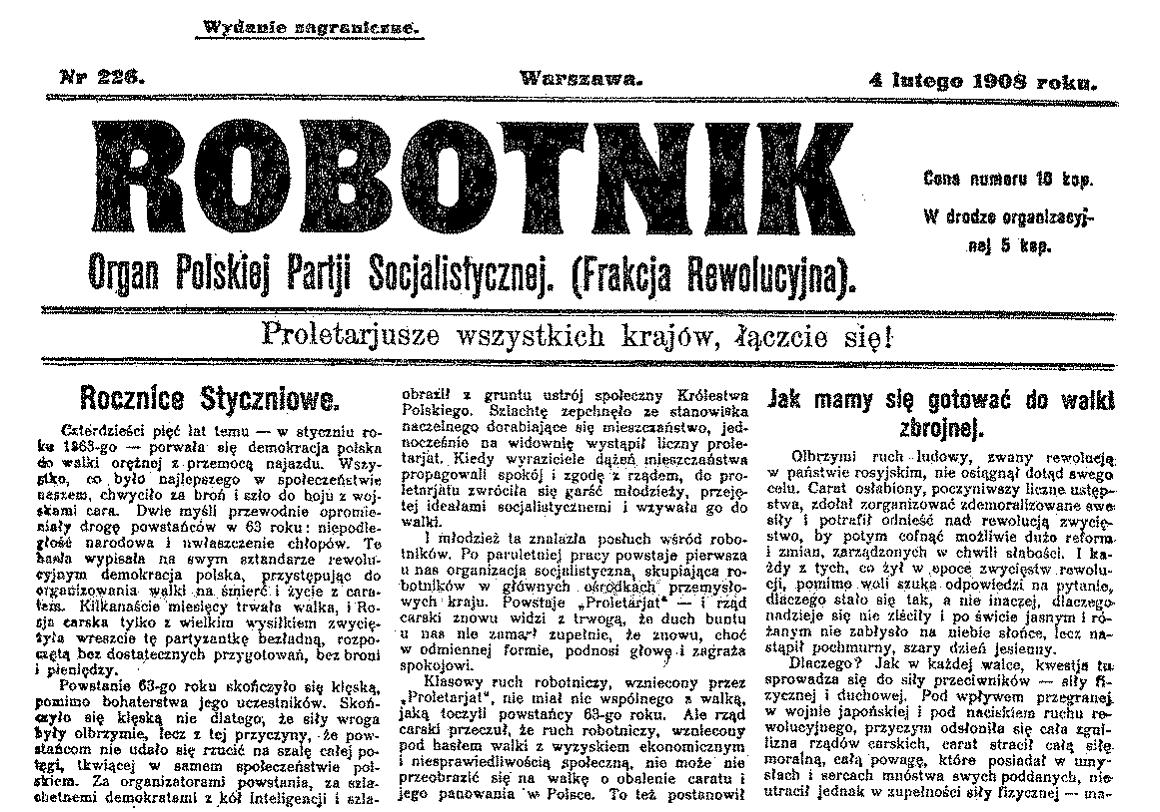
„Robotnik” PPS – Frakcji Rewolucyjnej z 1908 r.

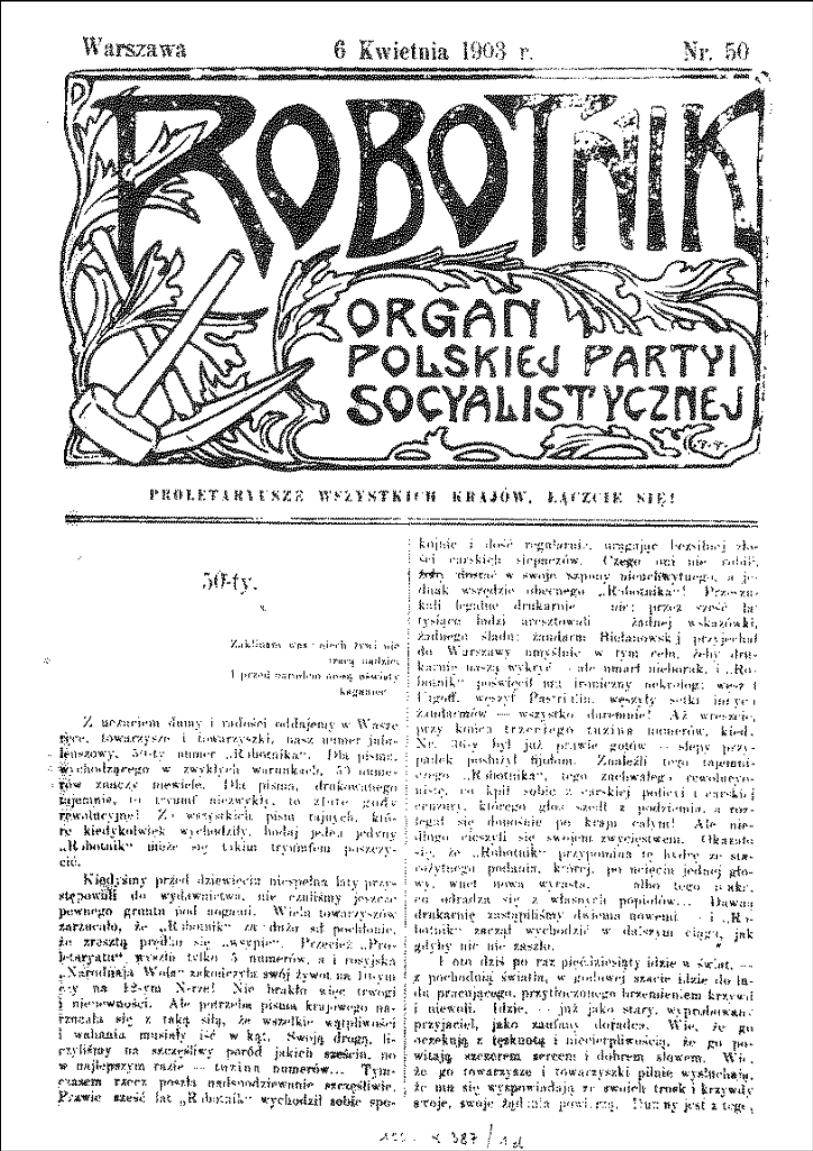
„Robotnik” nr 50 z 1903 r. z nową winietą Teofila Terleckiego

Po wyjeździe w 1899 r. Stanisława Wojciechowskiego do Londynu Józef Piłsudski i drukarz Kazimierz Rożnowski przenieśli wydawanie „Robotnika” do konspiracyjnego lokalu w Łodzi przy ul. Wschodniej 19 m 4, w którym zamieszkał Piłsudski wraz z ówczesną żoną Marią.
W nocy z 21 na 22 lutego 1900 r. policja wtargnęła do mieszkania aresztowała Piłsudskich, a częściowo wydrukowany nakład nru 36 „Robotnika” został skonfiskowany. Aby wykazać dalsze funkcjonowanie PPS pomimo aresztowań Stanisław Wojciechowski wydrukował w Londynie kolejny numer (nr 36bis i nr 37), który został rozprowadzony w kraju.
Wojciechowski zakupił w Anglii nową maszynę drukarską i umieścił ją w Kijowie. Redakcję w Kijowie organizowali Aleksander Sulkiewicz i Jan Rutkiewicz. Redaktorem naczelnym został wówczas Feliks Perl. W Kijowie wydano numery 38 i 39. w nakładzie 1800 egzemplarzy. W Kijowie „Robotnika” drukowano do stycznia 1903 r. (nr 48) następnie redakcja została przeniesiona do Rygi. Jako miejsce wydania podawano Warszawę. Po aresztowaniu Perla w lipcu 1904 r. redakcję przeniesiono do Krakowa. Redaktorami nru 57 byli Józef Kwiatek i Romuald Minkiewicz.
W okresie 1904–1907 „Robotnik” był wydawany w Warszawie (kierownik drukarni Feliks Turowicz). Od marca do listopada 1904 r. wydano w Warszawie siedem numerów „Robotnika”. Faktycznym redaktorem był Jan Stróżecki oraz Marceli Handelsman, Stanisław Posner, Feliks Kon, Tadeusz Gałecki ps.lit. Andrzej Strug, Feliks Sachs.
W 1904 r. nakład wzrósł z 4100 egzemplarzy (nr 61) do 30 000 (nr 65) i 44 000 (nr 66). Od maja 1906 r. rozpoczęto przedrukowywanie „Robotnika” w Krakowie w nakładzie 1000 egzemplarzy.
Po rozłamie w 1906 r. „Robotnik” był wydawany zarówno przez PPS-Frakcję Rewolucyjną, jak i PPS-Lewicę.
„Robotnik” PPS-Lewicy wychodził od 1906 r. do 1914 r. Trzy numery wydano jeszcze w 1918 r. Redaktorami w różnych okresach byli: Marian Bielecki, Feliks Sachs, Paweł Lewinson (Stanisław Łapiński), Maksymilian Horwitz – Walecki, Maria Koszutska, Bernard Szapiro.
Pierwszy numer „Robotnika” PPS-Frakcji Rewolucyjnej ukazał się z datą 30 listopada 1906 r. (nr 200). W ramach PPS-Frakcji Rewolucyjnej kolportowano (w 1906 r.) 10 935 egzemplarzy gazety.
Początkowo drukowany i redagowany był w Warszawie przy ul. Foksal 18 (drukarze: Feliks Turowicz, Aleksander Sulkiewicz, Mieczysław Dąbkowski, Józef Uziembło, Stanisław Siedlecki). W dniu 29 listopada 1908 r. drukarnia została wykryta przez policję, zaś Feliks Turowicz skazany został na 5 lat i osiem miesięcy katorgi oraz osiedlenie na Syberii.
Kolejną drukarnię zorganizowano w Wawrze, gdzie istniała do 1909 r., a następnie przeniesiona została do Kijowa. Tam „Robotnik” (wydawany już bez przymiotnika Frakcja Rewolucyjna) był wydawany przez Bolesława Jędrzejowskiego oraz Witolda Jodko-Narkiewicza do 1911 r. Każdy numer przedrukowywany był regularnie w Krakowie.
Od 1911 r. „Robotnik” wydawany był w Krakowie (od nru 249) przez Leona Wasilewskiego. Od 1914 r. wydawany był przez Feliksa Perla w Dąbrowie Górniczej. W 1915 r. ukazały się dwa numery (264 i 265). Od kwietnia 1915 r. ukazywał się legalnie (nr 266) do listopada 1916 r. (nr 282), zaś od lipca 1917 r. (nr 283) znów wznowiony nielegalnie.

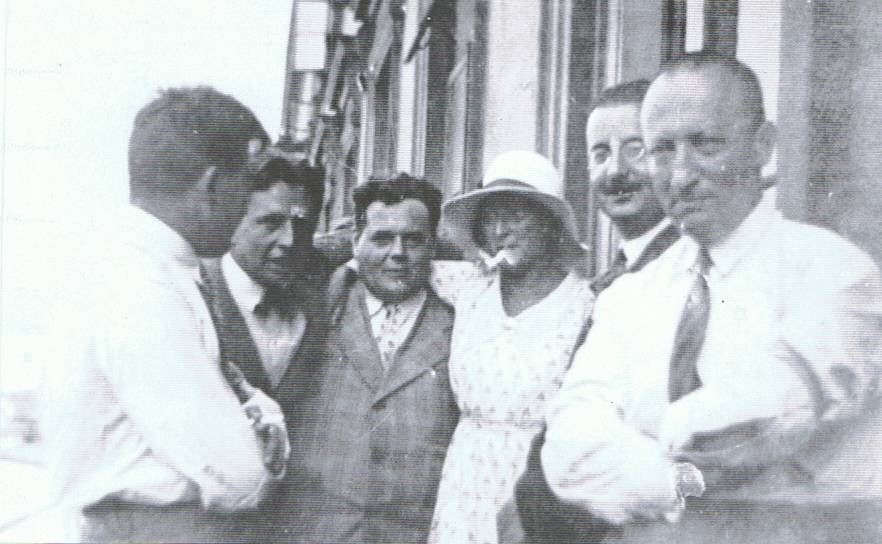
Zespół redakcyjny „Robotnika”. Od prawej Jan Maurycy Borski, Mieczysław Niedziałkowski, Bolesława Kopelówna, Stojen-Stefanowski, Stanisław Dubois, Adam Obarski

## Robotnikw II Rzeczypospolitej
11 listopada 1918 r. członkowie Pogotowia Bojowego PPS na polecenie CKR PPS, zajęli siedzibę redakcji i drukarni „Godziny Polskiej” (pisma subsydiowanego przez władze okupacyjne) w Warszawie przy ul. Wareckiej 7, która stała się siedzibą „Robotnika” na cały okres międzywojenny (władze upaństwowiły drukarnię i wydzierżawiły ją PPS). Już na Wareckiej ukazał się pierwszy (12 listopada 1918 r.). legalny numer 291.
W 1919 r. nakład „Robotnika” wynosił 8–10 tys. W pierwszych miesiącach wydawany był również dwa razy dziennie. Początkowo nie był kolportowany na całym terytorium Polski. Na terenie b. zaboru pruskiego Naczelna Rada Ludowa wydała zakaz kolportażu jako „dziennika bolszewickiego i żydowskiego”.
Od 1919 do 1939 „Robotnik” ukazywał się jako regularny dziennik. W latach 1918–1927 redaktorem naczelnym był Feliks Perl, a od 1927 po jego śmierci Mieczysław Niedziałkowski.

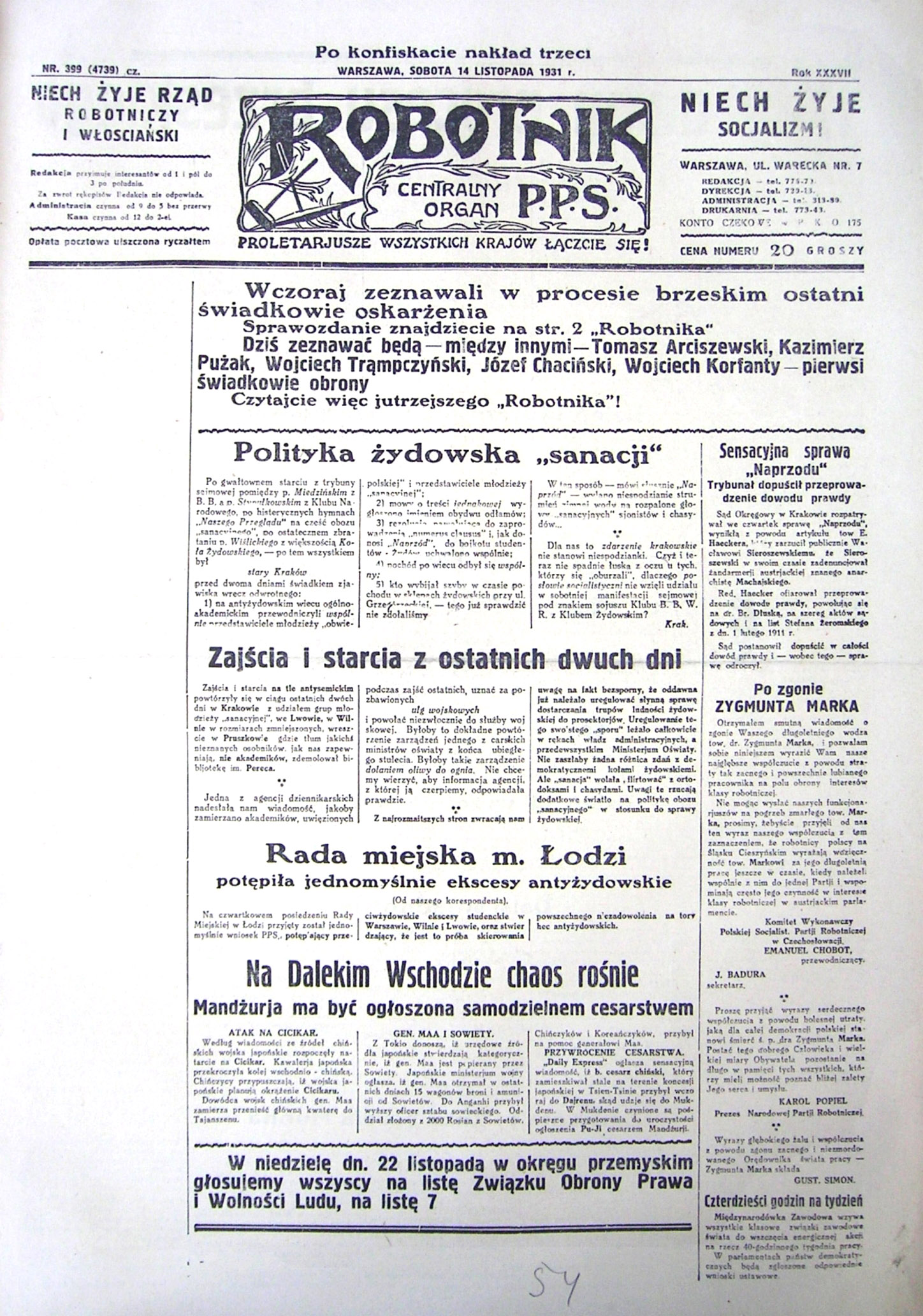
Strona tytułowa dziennika „Robotnik” z dnia 14 listopada 1931 r. Wycięto z niej artykuł wstępny, który z decyzji władz administracyjnych stał się powodem zastosowania konfiskaty całości wydania. W wyniku zastosowania cenzury represyjnej zatrzymano dwa poprzednie wydania tego numeru.

W skład redakcji wchodzili m.in. Jan Maurycy Borski, Roman Boski, Jan Dąbrowski, Ignacy Klibański, Krystyna Latoniowa, Jan Nepomucen Miller, Stanisław Niemyski, Stojan Stefanowski, Ludwik Winterok oraz w różnych okresach Tadeusz Hołówko, Jerzy de Nisau (redaktor odpowiedzialny pisma w latach 1921–1922), Jerzy Szapiro, Roman Dąbrowski, Adam Obarski, Jerzy Władysław Michałowicz. Funkcje sekretarza redakcji pełnili: Stanisław Dubois oraz Bolesława Kopelówna. Wśród publicystów „Robotnika” znaleźli się m.in.: Zygmunt Zaremba, Herman Diamand, Stanisław Posner, Kazimierz Czapiński, Karol Irzykowski, Cezary Jellenta, Adam Próchnik, Kazimierz Pużak, Bronisław Zygmunt Siwik, Zygmunt Żuławski. Nakład osiągał w 1926 r. 25 tysięcy egzemplarzy.
Po zamachu majowym nasiliły się represje wobec prasy opozycyjnej, gwałtownie wzrosła liczba konfiskat. Tylko w latach 1928–1935 „Robotnik” był rekwirowany ok. 500 razy. Redaktorów skazano łącznie na 47 miesięcy więzienia i 5380 zł grzywny. Po 300 konfiskacie w 1933 r. Ignacy Daszyński, Bolesław Limanowski, Andrzej Strug, Kazimierz Pietkiewicz zwrócili się z apelem o utworzenie „Funduszu walki z konfiskatami”. Dzięki osiągniętemu wysiłkowi nakład w grudniu 1938 r. osiągnął 60 tys. egzemplarzy. W 1936 r. powstał pod kierunkiem Zygmunta Zaremby Zespół Czasopism PPS obejmujący wszystkie pisma PPS i przekształcający regionalne pisma jako mutacje „Robotnika” (proces ten objął pisma: „Naprzód” z Krakowa, „Dziennik Ludowy” ze Lwowa, „Gazeta Robotnicza”, „Łodzianin”, „Życie Robotnicze” z Radomia).
Dzień po agresji hitlerowskiej na Polskę we wrześniu 1939 r. w „Robotniku” ukazał się artykuł – „Karty padły na stół”, autorstwa Mieczysława Niedziałkowskiego, w którym stwierdzono
„Nie wywołaliśmy tej wojny i nie chcieliśmy jej. Została nam narzucona. Będzie to wojna o całe jutro świata. Są tylko dwie drogi rozwojowe: albo podporządkować się Trzeciej Rzeszy w jej planach hegemonii, albo złamanie tych planów i ocalenie zarazem wolności narodów, wolności ludów i wolności ludu. Weszliśmy na drogę drugą. To jest Polski dziejowy szlak”'.

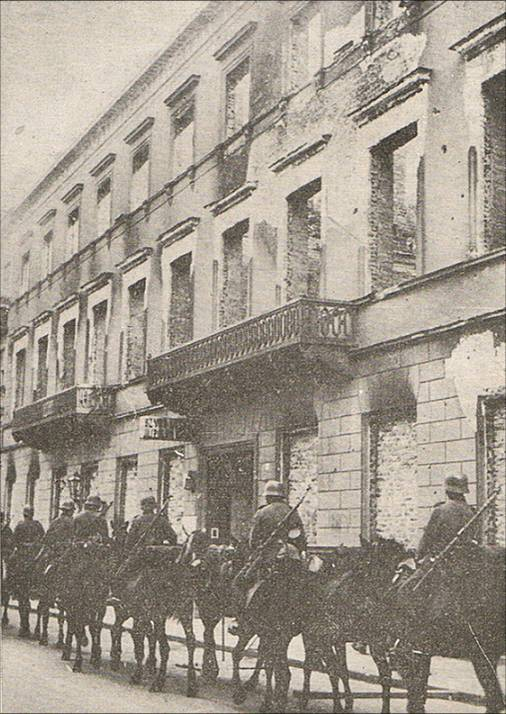
Zbombardowany budynek siedziby „Robotnika” przy ul. Wareckiej 7. Zdjęcie zrobione przez członków PPS w 1940 i dostarczone do Londynu

7 września 1939 „Robotnik” ukazał się jako jedyny dziennik w oblężonej Warszawie. Na prośbę gen. Waleriana Czumy w „Robotniku” opublikowano rozkazy Dowództwa Obrony Warszawy. Na ul. Wareckiej w siedzibie „Robotnika” mieścił się jeden z punktów werbunkowych Robotniczych Brygad Obrony Warszawy. Ostatni numer rozprowadzony w Warszawie nosił datę 24 września i był 266(7899) kolejnym jego wydaniem.
W dniu 25 września 1939 r. budynek, w którym mieściła się redakcja i drukarnia „Robotnika”, zostały zburzone w wyniku bombardowania. Na posterunku zginęli drukarze Marian Gogolewski i Antoni Grochowski. W trakcie druku był nr 267(7900).

## Robotnik w czasie okupacji niemieckiej

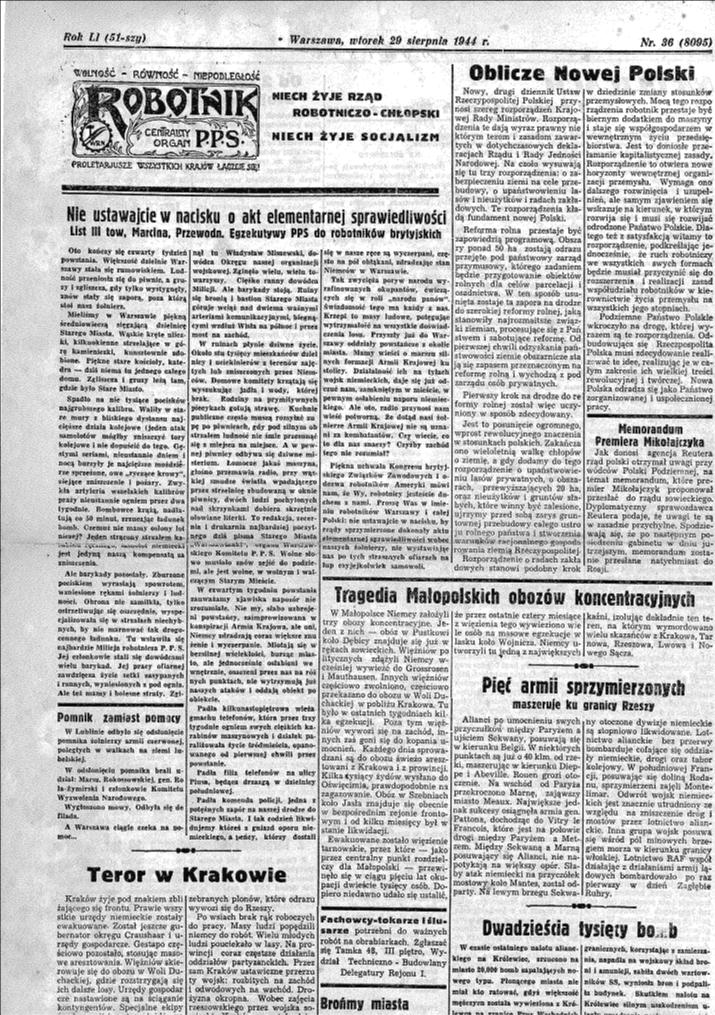
„Robotnik” wydawany w czasie powstania warszawskiego

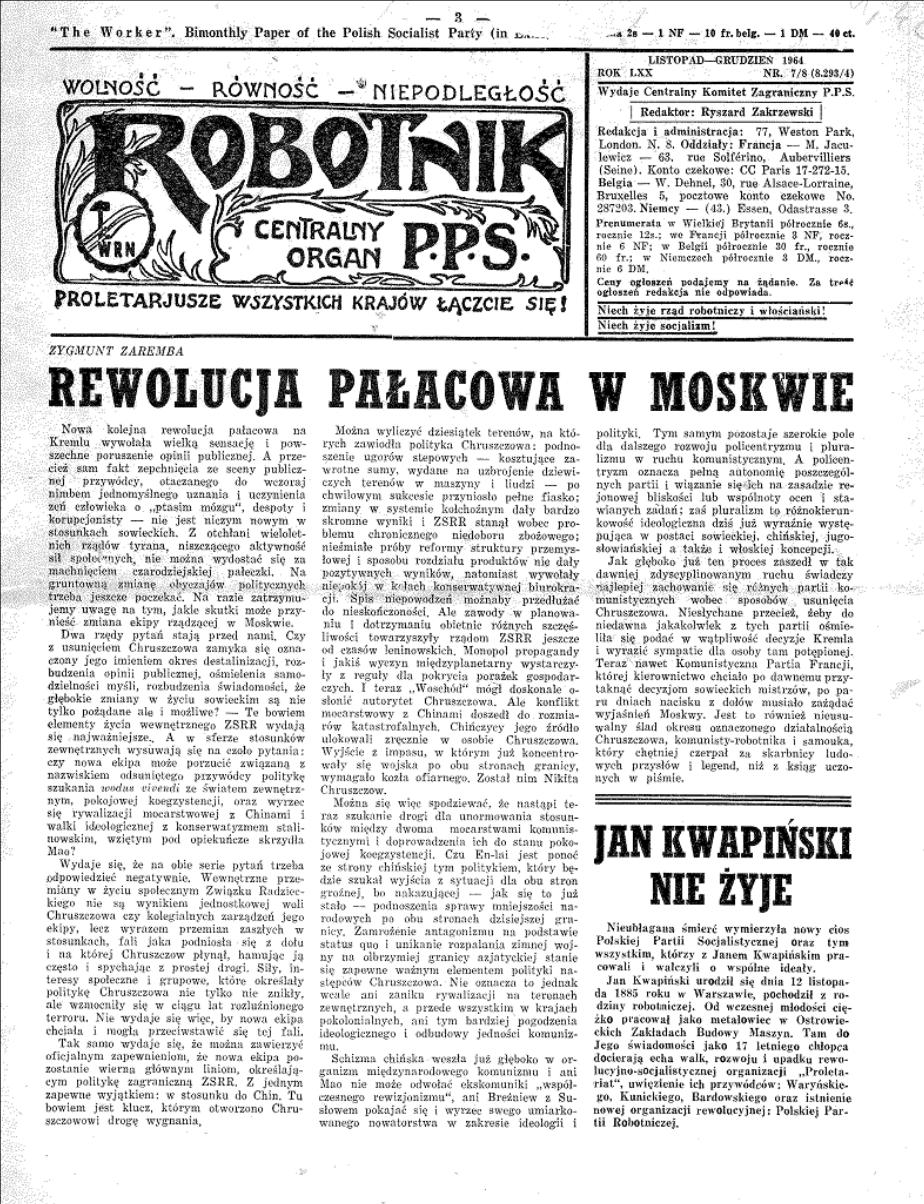
„Robotnik” z 1957 wydawany w Londynie

W okresie okupacji niemieckiej „Robotnik” wychodził początkowo pod nazwą „Informator” (październik – grudzień 1939 r.), „WRN” (w 1940 r. tygodnik, od 1944 r. dwutygodnik). Ogółem wyszły 142 numery. Od stycznia 1943 r. do lipca 1944 r. wychodził ponadto „Robotnik w walce” (18 lub 20 numerów).
Od 18 czerwca 1944 r. „Robotnik” pojawił się ponownie pod swoim tytułem jako pismo PPS-WRN. Nosił on numer 8060, uwzględniający numerację przedwojenną oraz numery „Informatora”, „WRN” i „Robotnika w Walce”. Ostatni przed powstaniem 8(8067) numer „Robotnika” nosił datę 30 lipca 1944 r. został wysłany do kolportażu na tereny na zachód od Wisły.
Redaktorem naczelnym był Zygmunt Zaremba. W redakcji uczestniczył również Stanisław Niemyski.
Równocześnie „Robotnika” od 1942 do 1944 wydawała Robotnicza Partia Polskich Socjalistów (przekształcona w PPS-Lewica). Redaktorami byli m.in. Stanisław Chudoba, Teofil Głowacki. Po rozłamie w RPPS przejściowo wychodziły dwa „Robotniki”. Jeden PPS-Lewicy, drugi jako RPPS pod kierownictwem Osóbki – Morawskiego a faktycznie jako dywersja PPR.
Od 2 sierpnia do 4 października 1944 r. w czasie powstania warszawskiego „Robotnik” jako centralny organ PPS wychodził w Śródmieściu-Północ i Południe. Ukazały się numery 9(8068) do numeru 70(8129). Lokale redakcyjne i drukarskie mieściły się na ul. Żurawiej 11, Moniuszki 1-a, Foksal 17, Mokotowskiej 44. Pismo redagował Zygmunt Zaremba oraz Kazimierz Dorosz, Adam Obarski oraz Jan Rosner. Pismo wychodziło w nakładzie 1 tys. – 4 tys. egz. W Śródmieściu-Północ „Robotnika” we wrześniu 1944 r.wydawała również PPS-Lewica.

## Robotnik na emigracji powojennej
Od 1940 do 1990 wydawany przez Polską Partię Socjalistyczną na emigracji (w 1940 r. jako „Robotnik Polski we Francji”, od 1940 do 1950 jako „Robotnik Polski w Wielkiej Brytanii). Redaktorami naczelnymi byli: Jerzy Szapiro 1940, Adam Ciołkosz 1940–1941, Jerzy Szapiro 1941–1944, Adam Ciołkosz 1944–1959. W okresie 1959–1962 pismem kierował komitet redakcyjny w składzie: Roman Stefanowski, Aleksander Szejnach, Artur Szewczyk, Ryszard Zakrzewski, Zygmunt Zaremba. Później redaktorami byli: Ryszard Zakrzewski 1962–1971, Łukasz Winiarski 1971–1973 (drukowany w Lens), oraz Leszek Talko od 1973 do 1990 r. Ostatni numer (nr 4/8392) pod red. Andrzeja Piotra Studzińskiego, Włodzimierza Olejnika oraz Mariana Gosia ukazał się w październiku 1990 r.
Ponadto na emigracji wychodziły „Robotnik Polski” (Nowy Jork) do grudnia 1967 r., „Robotnik w Walce” (Paryż) 1948–1949, „Robotnik w Italii” 1946.

## Robotnik po II wojnie światowej
„Robotnik” wychodził również w okresie 1944–1948 jak organ PPS Osóbki – Morawskiego. Początkowo w Lublinie (14 listopada 1944 – 11 lutego 1945), Łodzi (marzec – grudzień 1945). 16 grudnia 1945 redakcja została przeniesiona do Warszawy.
Redaktorem naczelnym początkowo był Jan Dąbrowski (11 września 1944 – 14 grudnia 1945) z przedwojennej redakcji, a następnie Zbigniew Mitzner (15 grudnia 1945 – 31 października 1946), Julian Hochfeld (1 września 1946 – 30 września 1947), Grzegorz Jaszuński (1 października – 14 listopada 1947) jako p.o. redaktora naczelnego, oraz Stefan Arski (15 listopada 1947 – 15 grudnia 1948 r.).
W 1946 r. nakład wynosił 40 tys., zaś w 1947 r. ok. 100 tys. egzemplarzy. Postanowieniem prezydenta RP Bolesława Bieruta z 15 października 1947 na wniosek Centralnego Komitetu Wykonawczego P.P.S. za długoletnią pracę w redakcji „Robotnika” i wierność ruchowi robotniczemu zostali odznaczeni Złotym Krzyżem Zasługi Czesław Klim, Józef Komorowski, Alfred Łaśkowski, Bolesław Stańczykowski. Pismo zostało zlikwidowane w grudniu 1948 po powstaniu PZPR. „Robotnik” został połączony z „Głosem Ludu” organem PPR, w dziennik „Trybuna Ludu”.

## Robotnik KSS-KOR
Do nazwy i tradycji „Robotnika” świadomie nawiązywał dwutygodnik założony we wrześniu 1977 przez grupę współpracowników Komitetu Obrony Robotników niosących pomoc ofiarom represji po wydarzeniach 25 czerwca 1976, wydawany w latach 1977–1981.

## Robotnik PPS w kraju

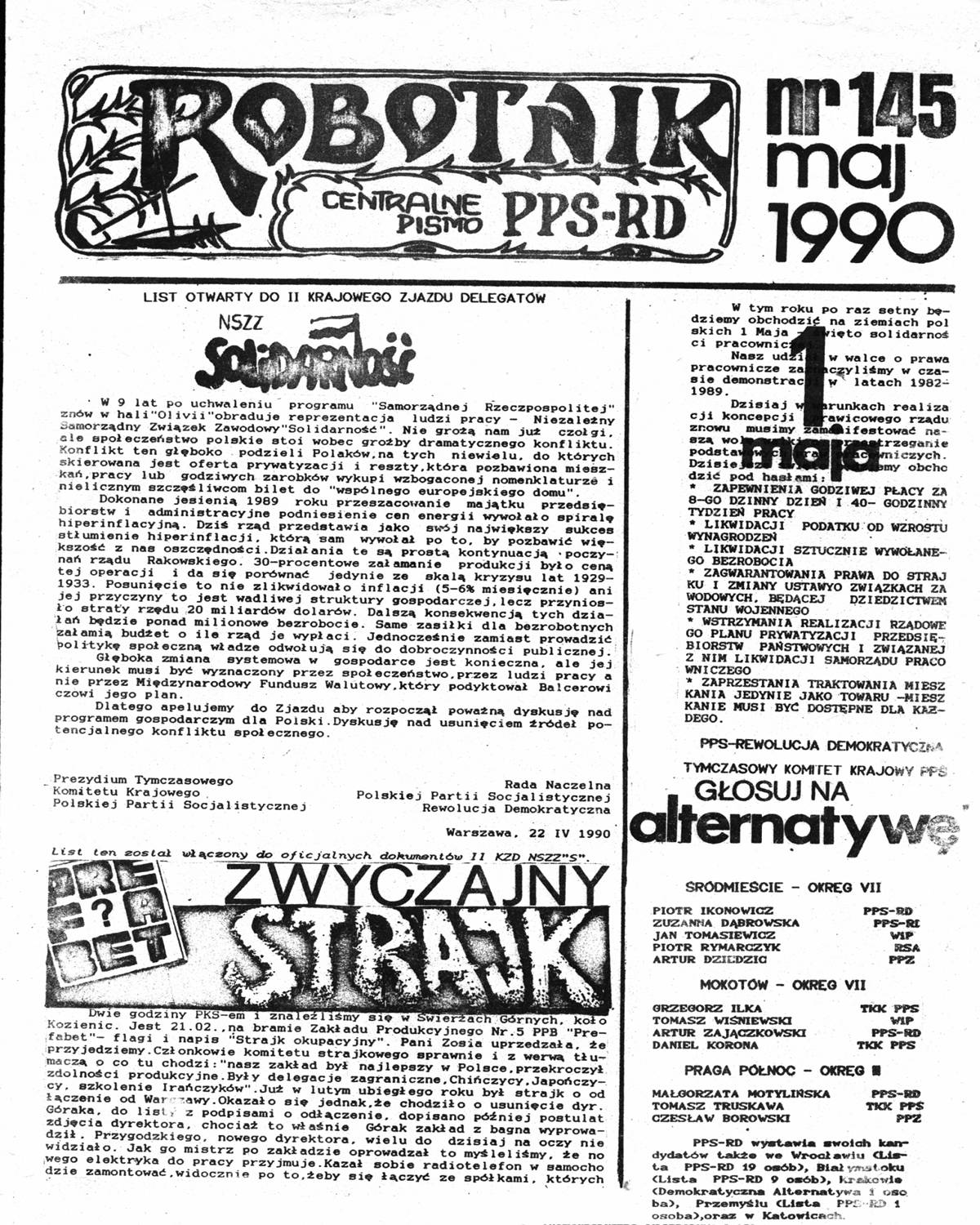
Robotnik PPS-Rewolucja Demokratyczna z 1990 r.

23 lutego 1983 r. ukazał się pierwszy numer „Robotnika” z podtytułem „Pismo członków MRKS” (Międzyzakładowy Robotniczy Komitet „Solidarności”). Z przyczyn technicznych pierwszy ukazał się jako numer 2. Założycielami pisma byli Piotr Ikonowicz, Marcin Oblicki, Michał Tomczak, którzy opuścili obóz internowanych na warszawskiej Białołęce w 1982 roku. Początkowo wydawali pismo „MIS – tygodnik stanu wojennego”. Jednak już w trakcie więziennych rozmów uznali, że potrzebne jest pismo podziemnej „Solidarności” o lewicowym charakterze.
„Robotnik” z podtytułem „Pismo członków MRKS” wychodził do 131 numeru. Zwykle miał kilka mutacji regionalnych m.in. „Robotnik Pomorza Zachodniego”.
Redagowali go m.in. Piotr Ikonowicz ps. „Igor Lewy”, Krzysztof Markuszewski ps. „Prowincjusz”, Danuta Baumgarten, Iwona Różewicz ps. „Dorota Z.”, Grzegorz Ilka ps. „A.G.Rawicki, agr”, Małgorzata Motylińska, Joachim Biernacki ps. „Bayard”, Tomasz Truskawa, Andrzej Sieradzki, Cezary Miżejewski ps. „Andrzej Celt”. „Robotnik” w tym czasie był wydawany w nakładzie od 5 do 15 tysięcy egzemplarzy (wydania ulotkowe 50 tys. egz.). Redakcja „Robotnika” mieściła się w mieszkaniu Danuty Baumgarten przy ul. Etiudy Rewolucyjnej w Warszawie. Redakcja „Robotnika Pomorza Zachodniego” w mieszkaniu Zbigniewa Chędoszki przy ul. Okrzei w Szczecinie. Od marca 1986 r. publikacje „Robotnika” zaczęły być sygnowane jako Wydawnictwo im. Olofa Palme. Nazwa była uhonorowaniem przewodniczącego szwedzkiej socjaldemokracji, premiera Olofa Palme zamordowanego 23 lutego 1986 r.
W 1984 przy piśmie powołano lewicową Grupę Polityczną Robotnik, która w 1987 r. współtworzyła Polską Partię Socjalistyczną.
Przed 1 Maja 1986 r. środowisko „Robotnika” przeprowadziło największą kampanię ulotową. Rozrzucono w Warszawie ponad 50 tys. egzemplarzy specjalnego ulotowego 1-majowego numeru „Robotnika”, m.in. z wierszem Bertolda Brechta. Akcja ta doprowadziła do aresztowań w środowisku „Robotnika” m.in. aresztowano i skazano Iwonę Różewicz. Udało się jednak ewakuować drukarnię i ocalić nakład pisma.
W listopadzie 1987 r. środowisko „Robotnika” zorganizowało akcję „Listopad miesiącem prasy zakładowej Solidarności”, polegający na wsparciu odrodzenia pism zakładowych „Solidarności i jawnym rozdawaniu ich pod zakładami pracy.
Od listopada 1987 r. Robotnik stał się pismem PPS w kraju. „Robotnik” kontynuował numerację pisma MRKS (Pierwszy numer z grudnia 1987 miał numer 132/133).
W okresie 1998–1990 wydawano równolegle dwa pisma pod nazwą „Robotnik”. Jedno przez partię skupioną wokół Jana Józefa Lipskiego (redaktor Wojciech Borowik, Krzysztof Markuszewski, Iwona Różewicz, drugie przez Piotra Ikonowicza i Cezarego Miżejewskiego w ramach PPS-Rewolucja Demokratyczna (prawdopodobnie ostatni numer pisma „Robotnik” Centralne pismo PPS-RD z maja 1990 nosił numer 145).
W listopadzie 1990 r. po XXV Kongresie Polskiej Partii Socjalistycznej (pierwszy numer jako – 5/8393 – zachowując numerację z „Robotnika” na emigracji) ukazał się pod red. Piotra Ikonowicza i Andrzeja Piotra Studzińskiego.
„Robotnik” jako pismo PPS wychodziło nieregularnie od 1990 do 2003 r. Redaktorami w różnych okresach byli Piotr Ikonowicz, Piotr Wojciech Kotlarz, Robert Kuliński, Cezary Miżejewski, Krystyna Cała, Elżbieta Ciborska, Zuzanna Dąbrowska.
W latach 2003–2006 na Śląsku wydawano pismo Nowy Robotnik, będące kontynuacją wydawanego tam wcześniej Robotnika Śląskiego.

## Ciekawostki

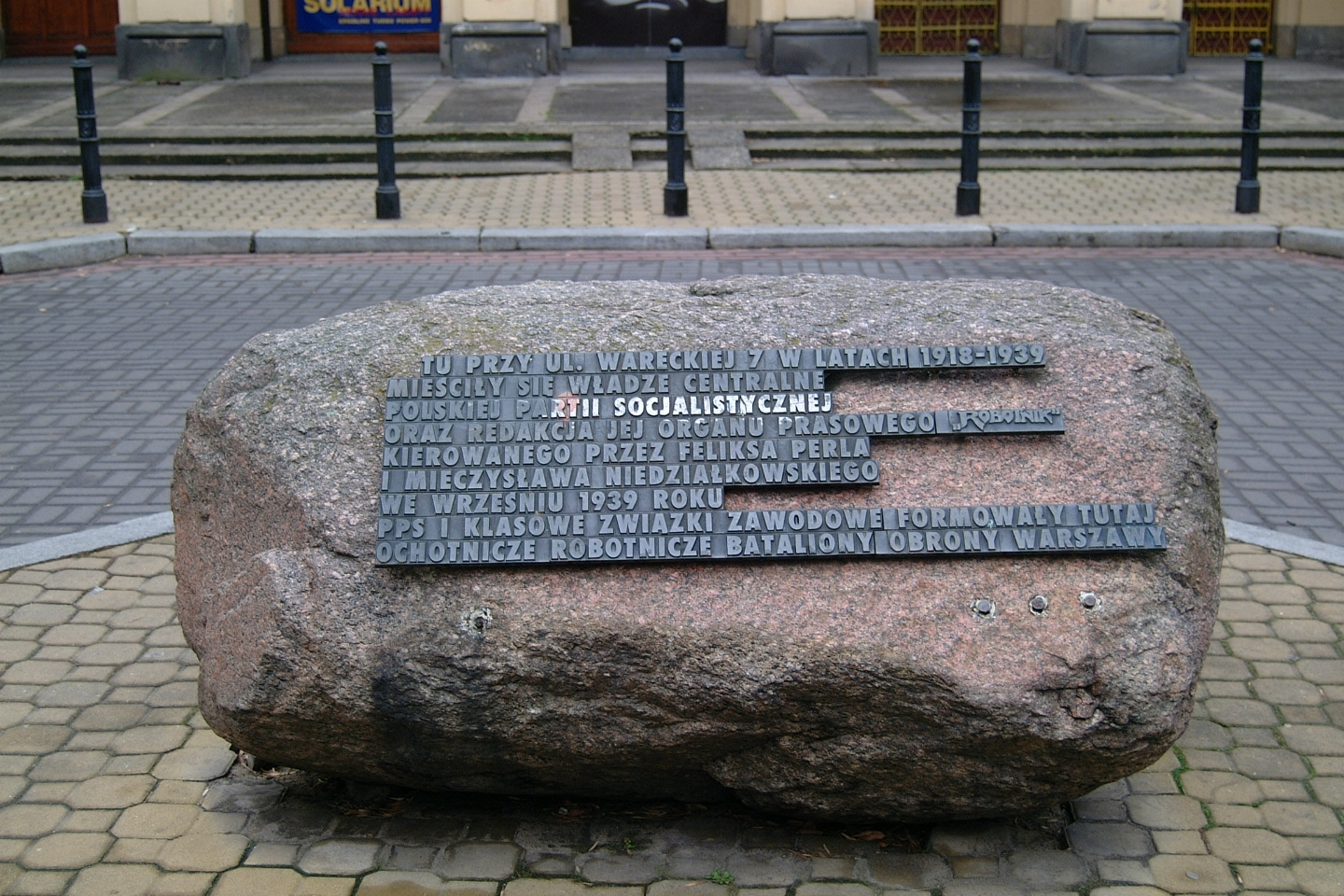
Kamień przy ul. Wareckiej upamiętniający siedzibę „Robotnika” zburzoną we wrześniu 1939 r.

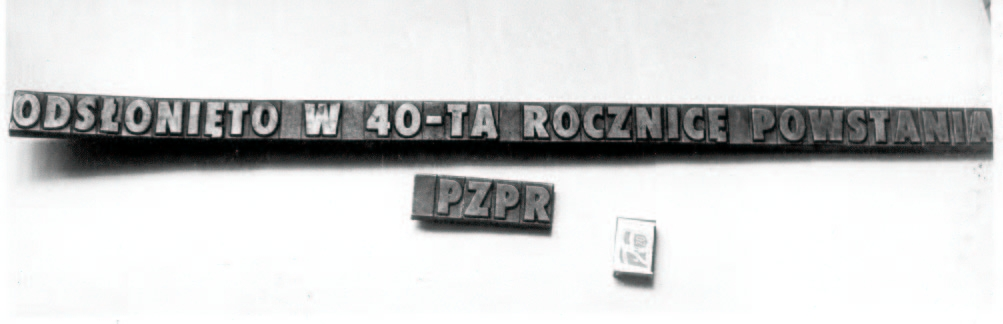
Fragment napisu z ul. Wareckiej usunięty przez członków PPS

- Secesyjna winieta „Robotnika” z liśćmi akantu przygotowana została na zlecenie Komitetu Zagranicznego PPS przez znanego grafika Teofila Terleckiego[14]. Winieta ta ukazała się po raz pierwszy w jubileuszowym numerze 50 (21 marca 1903 r.) i drukowana była do nru 83 z 21 marca 1906 r. Ponownie winieta ta pojawiła się w okresie międzywojennym i wszystkich kolejnych edycjach „Robotnika”. Tradycyjna winieta pojawiła się w 1987 r. od numeru 124 w „Robotniku”. Piśmie członków MRKS jako nawiązanie do tradycji PPS.
- Legendarna siedziba i drukarnia „Robotnika” przy ul. Wareckiej 7 po zbrojnym zajęciu 11 listopada 1918 r. przez Pogotowie Bojowe PPS była dzierżawiona od państwa. W połowie lat trzydziestych budynek został wykupiony na własność przez Związek Zawodowy Kolejarzy. Budynek ten obecnie nie istnieje. W 1988 r. w 40 rocznicę powstania PZPR ufundowano tablicę upamiętniającą siedzibę „Robotnika”. W 1989 r. członkowie PPS Grzegorz Ilka i Tomasz Truskawa dokonali nielegalnie usunięcia z tablicy podpisu o „fundatorze”.
- W okresie międzywojennym wydawcą „Robotnika” była Spółka Nakładowo-Wydawnicza „Robotnik”, która przejęła tytuł własności od Rady Naczelnej PPS. Spółkę założyło siedmiu działaczy m.in. Kazimierz Pużak, Zygmunt Zaremba, Tadeusz Hołówko, Jan Czarnocki. Spółka na początku posiadała kapitał zakładowy wysokości 100 tys. marek polskich (wówczas równowartość 25 dolarów). Spółka posiadała 14 udziałów, z czego po dwa udziały posiadał każdy z założycieli.